# Europacup II hockey mannen 2002
De 13de editie van de Europacup II voor mannen werd gehouden van 29 maart tot en met 1 april 2002 in Eindhoven. Er deden acht teams mee, verdeeld over twee poules. Oranje Zwart won deze editie van de Europacup II. 

## Poule-indeling

### Eindstand Poule A
| Team                   | Pnt | GS | W | G | V | DV | DT | DS  |
| ---------------------- | --- | -- | - | - | - | -- | -- | --- |
| 1. Oranje Zwart        | 9   | 3  | 3 | 0 | 0 | 21 | 1  | +20 |
| 2. KS Pocztowiec TPSA  | 6   | 3  | 2 | 0 | 1 | 8  | 7  | +1  |
| 3. Royal White Star HC | 1   | 3  | 0 | 1 | 2 | 2  | 9  | -7  |
| 4. Aberdeen AM         | 1   | 3  | 0 | 1 | 2 | 0  | 14 | -14 |

### Eindstand Poule B
| Team                     | Pnt | GS | W | G | V | DV | DT | DS  |
| ------------------------ | --- | -- | - | - | - | -- | -- | --- |
| 1. Reading HC            | 9   | 3  | 3 | 0 | 0 | 14 | 2  | +12 |
| 2. Rheydter SV 05        | 6   | 3  | 2 | 0 | 1 | 15 | 5  | +10 |
| 3. Grashopper Zürich     | 3   | 3  | 1 | 0 | 2 | 4  | 19 | -15 |
| 4. Racing Club de France | 0   | 3  | 0 | 0 | 3 | 3  | 10 | -7  |

## Poulewedstrijden

### Vrijdag 29 maart 2002
- 12.00 B Rheydter SV 05 - Racing Club 4-1
- 14.00 B Reading - Grasshopper Zurich 8-0
- 16.00 A Pocztowiec - White Star 3-2
- 18.00 A Oranje Zwart - Aberdeen 10-0

### Zaterdag 30 maart 2002
- 10.30 B Rheydter SV 05 - Grasshopper Zurich 10-1
- 12.30 B Reading - Racing Club 3-1
- 14.30 A Pocztowiec - Aberdeen 4-0
- 16.30 A Oranje Zwart - White Star 6-0

### Zondag 31 maart 2002
- 10.00 B Grasshopper Zurich - Racing Club 3-1
- 12.00 B Rheydter SV 05 - Reading 1-3
- 14.00 A Oranje Zwart - Pocztowiec 5-1
- 16.00 A White Star - Aberdeen 0-0

## Finales

### Maandag 1 april 2002
- 09.00 4A - 3B Aberdeen AM - Grasshopper 2-2 (2-3 nv)
- 09.30 3A - 4B White Star - Racing Club 2-6
- 11.30 2A - 2B Pocztowiec - Rheydter SV 05 1-4
- 14.00 1A - 1B Oranje Zwart - Reading 1-1 (5-3 ns)

## Einduitslag
1.  Oranje Zwart 

2.  Reading HC 

3.  Rheydter SV 05 

4.  KS Pocztowiec TPSA 

5.  Grasshopper Zürich 

5.  Racing Club de France 

7.  Aberdeen AM 

7.  Royal White Star HC 

Mannen:
1990 ·
Terrassa 1991 ·
Vught 1992 ·
Birmingham 1993 ·
Terrassa 1994 ·
Cagliari 1995 ·
Den Haag 1996 ·
Reading 1997 ·
's-Hertogenbosch 1998 ·
Amsterdam 1999 ·
Terrassa 2000 ·
's-Hertogenbosch 2001 ·
Eindhoven 2002 ·
Terrassa 2003 ·
Eindhoven 2004 ·
Lille 2005 ·
Reading 2006 ·
Madrid 2007 

Opgegaan in de Euro Hockey League
Vrouwen:
1991 ·
Vught 1992 ·
Birmingham 1993 ·
Cardiff 1994 ·
Groningen 1995 ·
Rotterdam 1996 ·
Utrecht 1997 ·
Leuven 1998 ·
Terrassa 1999 ·
Keulen 2000 ·
Rome 2001 ·
Ourense 2002 ·
Rotterdam 2003 ·
Laren 2004 ·
Keulen 2005 ·
Edinburgh 2006 ·
Madrid 2007 ·
Parijs 2008 ·
Manchester 2009

Opgegaan in de Europcacup I